# Wolfram Kudla
Wolfram Hubertus Kudla (* 23. Juni 1959 in München) ist ein deutscher Bauingenieur und ehemaliger Hochschullehrer. Er ist emeritierter Professor für Erdbau und Spezialtiefbau an der TU Bergakademie Freiberg und befasst sich unter anderem mit der Endlagerung hochradioaktiver Abfälle.

## Leben und Wirken
Wolfram Kudla legte 1978 in München sein Abitur ab. Es folgte ein zweijähriger Wehrdienst in Mittenwald. Von 1980 bis 1986 studierte er Bauingenieurwesen an der TU München. Ab 1986 war er als wissenschaftlicher Mitarbeiter am Lehrstuhl und Prüfamt für Bodenmechanik und Felsmechanik der TU München tätig. Er promovierte 1990 bei Rudolf Floss mit der Dissertationsschrift „Beitrag zur statistischen Qualitätskontrolle im Erdbau“. 1990–2000 war Kudla Projektleiter und Geschäftsführer bei verschiedenen Ingenieurgesellschaften im Bereich Geotechnik und Umwelttechnik. 2000 wurde er zum Professor für Erdbau und Spezialtiefbau am Institut für Bergbau und Spezialtiefbau der Technischen Universität Bergakademie Freiberg berufen. Seit März 2023 ist Wolfram Kudla emeritiert.
Der Forschungsschwerpunkt von Wolfram Kudla liegt bei geotechnischen Fragestellungen, die im Zusammenhang mit den Hinterlassenschaften der Energiewirtschaft stehen. Er beschäftigt sich mit Bodenverflüssigung von Kippen des Lausitzer Braunkohlereviers und mit der Abdichtung von Endlagerbergwerken für (hoch-)radioaktive Abfälle. 
2014–2016 war Kudla Mitglied der Kommission Lagerung hoch radioaktiver Abfallstoffe, die von Bundestag und Bundesrat zur Neufassung des Standortauswahlgesetzes eingesetzt wurde. Er ist Mitglied des Ausschusses „Endlagerung radioaktiver Abfälle“ der Entsorgungskommission (ESK), der Deutschen Gesellschaft für Geotechnik (DGGT), dem Geokompetenzzentrum Freiberg (GKZ Freiberg), der Forschungsgesellschaft für Straßen- und Verkehrswesen (FGSV), des Rings Deutscher Bergingenieure (RDB) und der Deutschen Arbeitsgemeinschaft Endlagerforschung (DAEF).
Wolfram Kudla ist Katholik, verheiratet und hat drei Kinder.